# 赤柱廣場

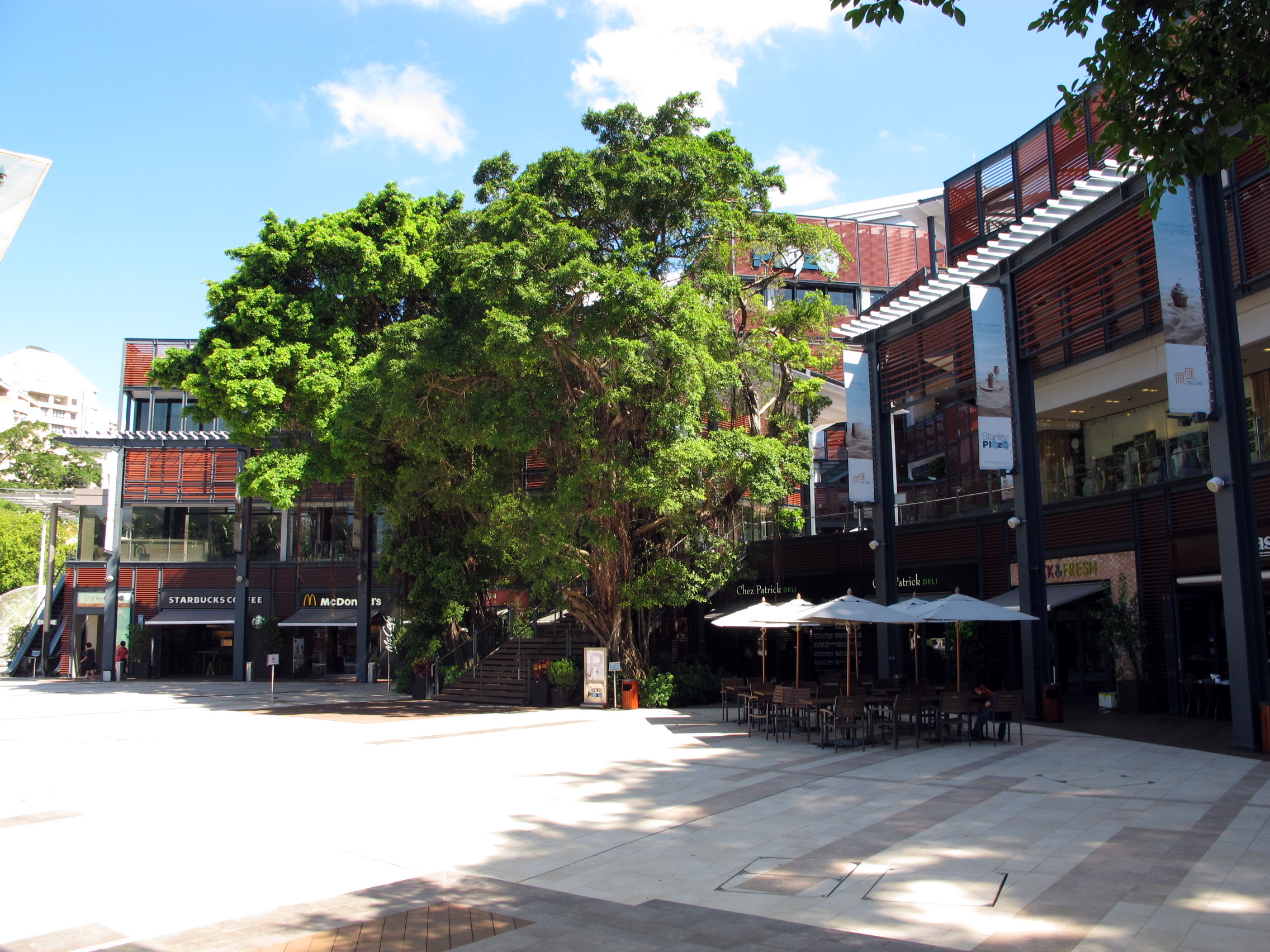
赤柱廣場地面商舖

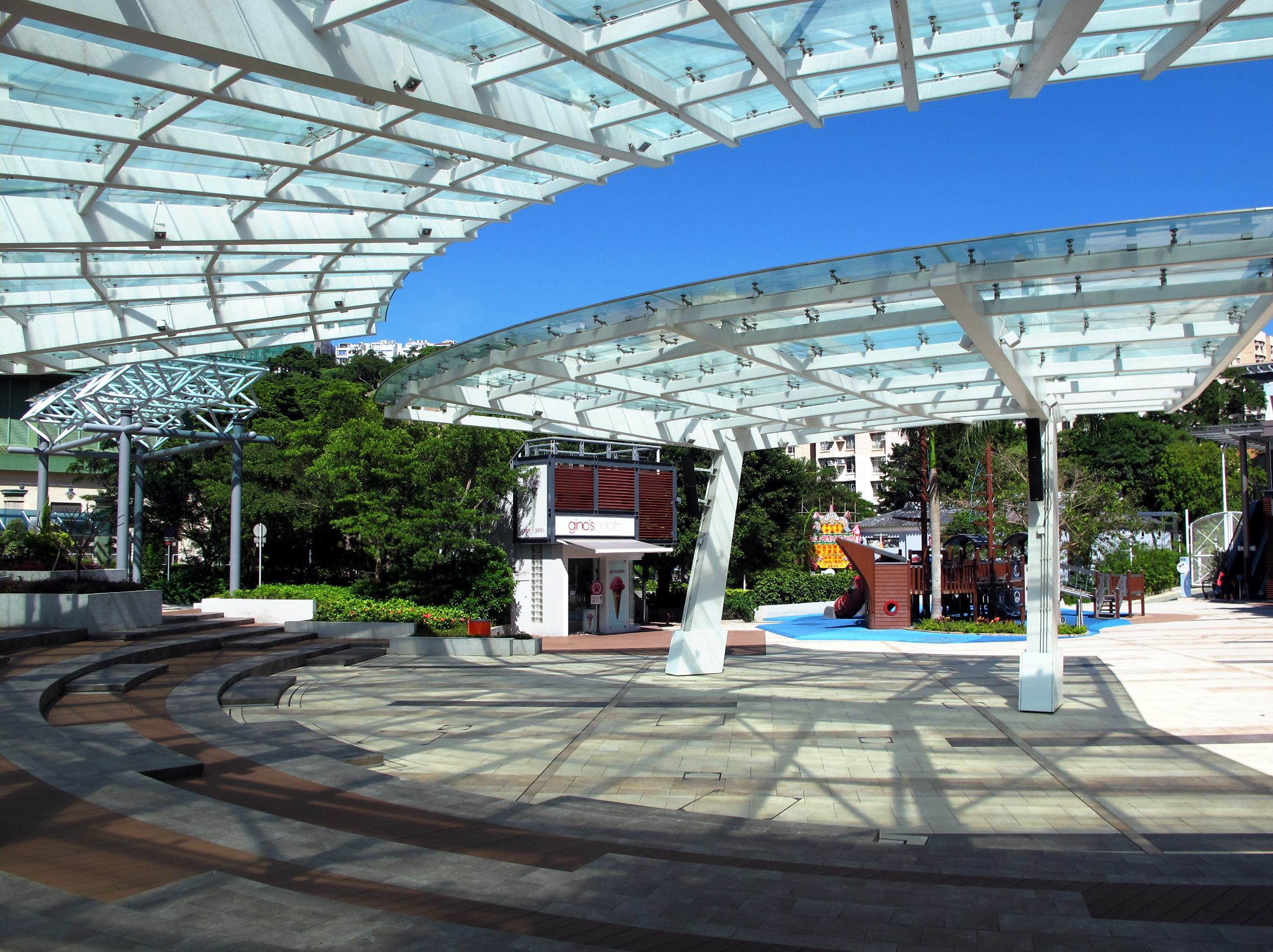
廣場戶外為閑情坊及新建的兒童遊樂場

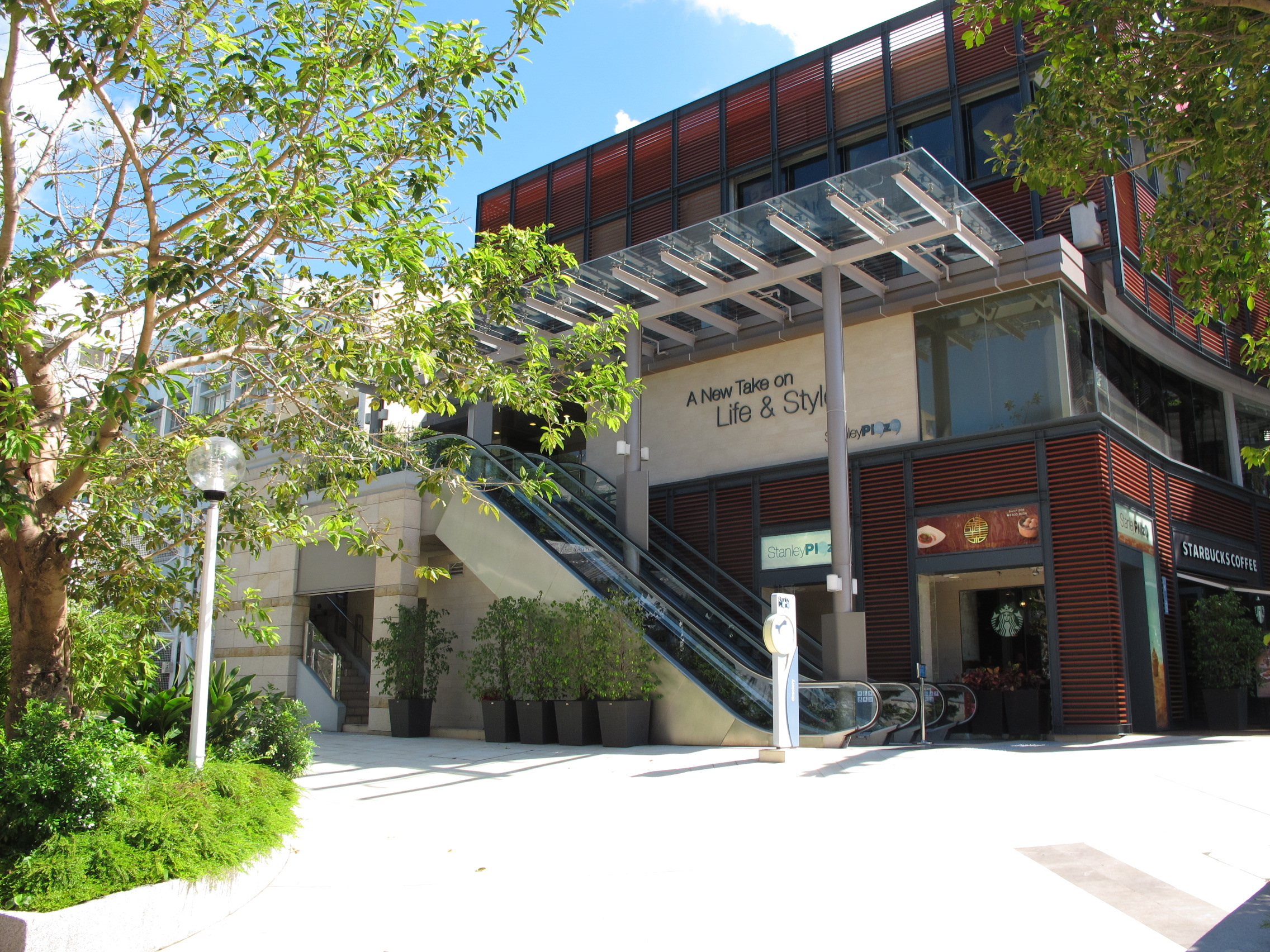
領展為商場進行改建工程，新增兩條扶手電梯

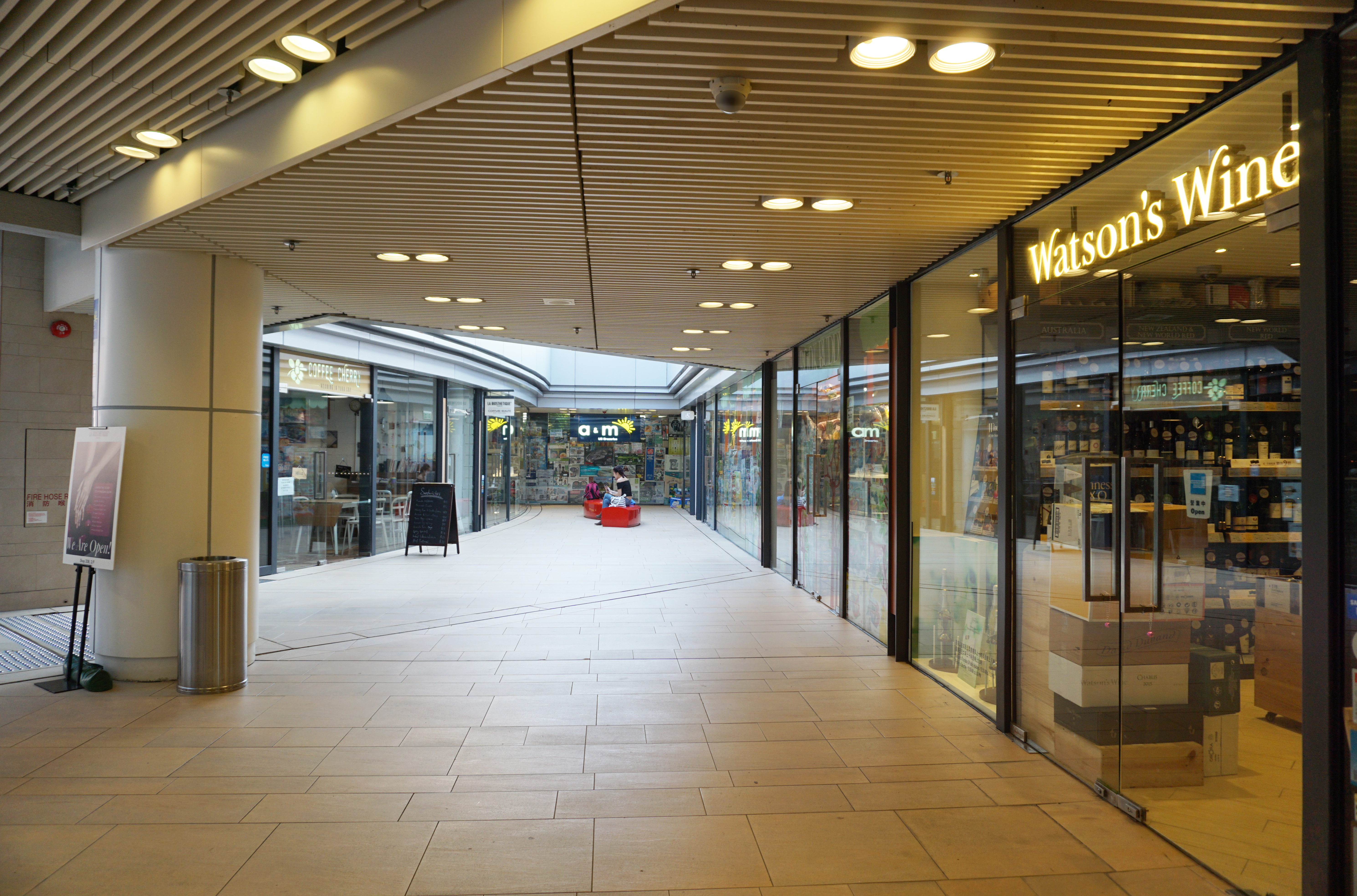
赤柱廣場2樓

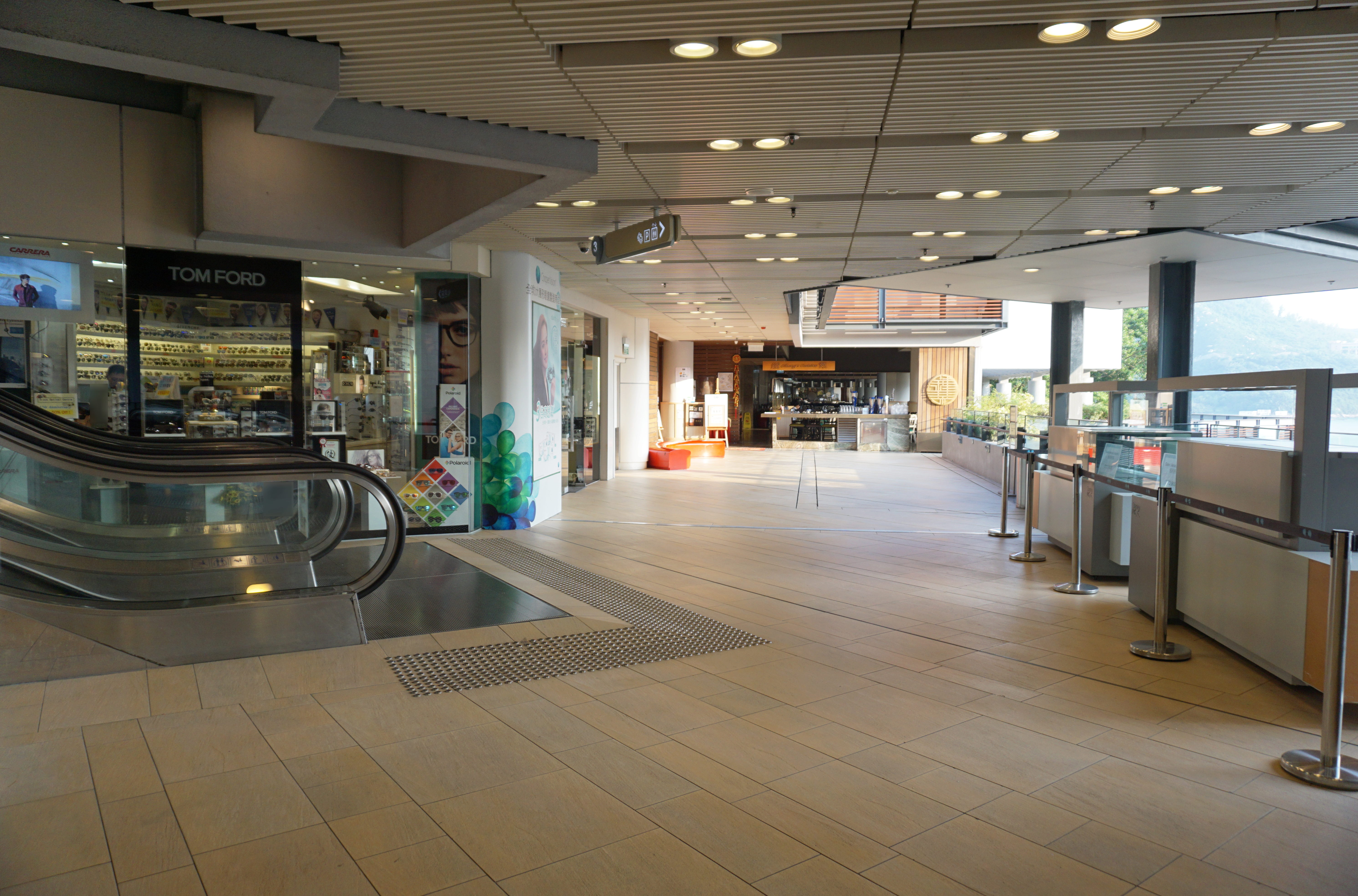
赤柱廣場3樓

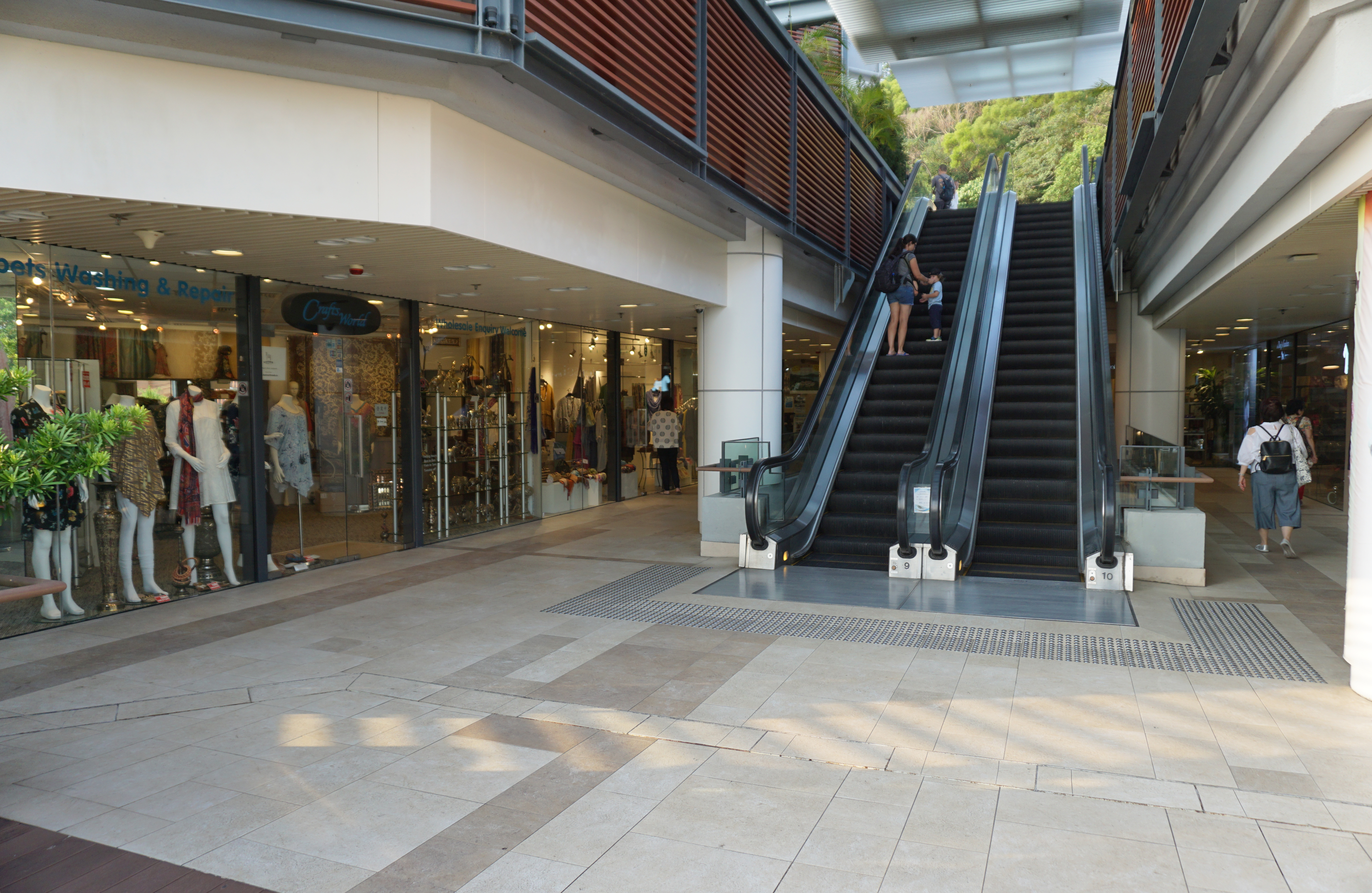
赤柱廣場4樓

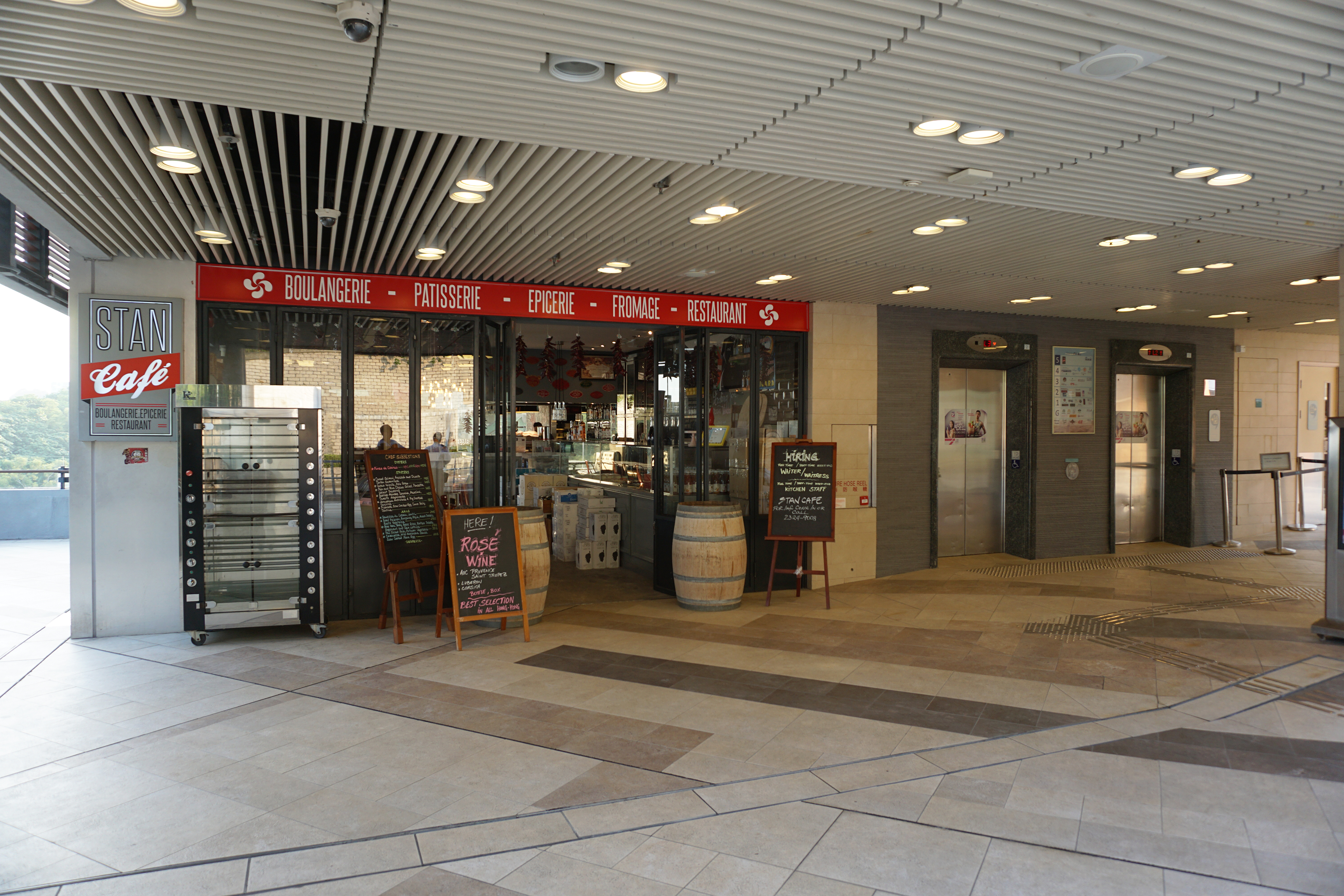
赤柱廣場5樓

赤柱廣場（英語：Stanley Plaza），位於香港香港島南區赤柱馬坑邨，是馬坑邨的附屬商場，現時由領展房地產投資信託基金管理，於2000年4月落成，由香港房屋委員會負責策劃及興建，由香港房屋署總建築師（1）負責建築設計；2011年再由澳洲Woodhead 建築師事務所及香港的周余石建築師事務所進行翻新設計，斥資2.27億港元的資產提升工程已於2011年11月完成。
除了購物中心部份，赤柱廣場亦包括戶外表演場地──閑情坊及旁邊的重建古蹟美利樓。2005年，房委會將旗下物業分拆出售以套取資金，赤柱廣場及美利樓相繼轉交領展擁有及管理。

## 購物中心
赤柱廣場的購物中心樓高5層，商場採用全天候式開放設計，較接近香港私人管理的商場的風格。商場二樓設有大型超級市場，最初為百佳超級廣場，2006年11月4日店舖裝修後並正式更名為TASTE，隨後於2017年5月19日結業。同年9月在原址開設3hreeSixty。另外，商場內的主要商戶也包括屈臣氏酒窖、屈臣氏藥房、Starbucks、西式餐廳和精品店等。還有一些售賣特色產品，如自製手工藝品、有機環保產品的店舖。整個廣場每層均有接駁扶手電梯和升降機，遊人可以在休憩平台小休一會，欣賞赤柱灣畔的景緻。
但由2018年開始，由於業主不停增加租金引致很多商鋪結業（包括書店和家具店），空置率大升。有意大利餐廳甚至在簽妥租約後都不願意再投資開店，爛尾收場。2019年12月，位於二樓的KFC和Pizza Hut開業。

## 美利樓
廣場旁邊的美利樓是香港一座具有維多利亞時期色彩的建築物，原址位於香港島金鐘花園道，於1998年時整座拆件遷至赤柱。原設於地下大堂，展出珍貴的古物和圖片，介紹美利樓舊日的風貌的展覽廳。2005年，地下曾為香港海事博物館，佔地800平方米，已於2013年擴展營業，搬到中環8號碼頭；二樓及三樓則闢作H&M和高級食肆。
而近美利樓有蓋行人通道上則矗立著於上海街舊廈清拆時移來的十二條石柱。

## 聖誕市集
每年12月赤柱廣場都會舉辦富外國特色的聖誕市集，售賣外國美食、聖誕飾物、禮品及手工藝品，吸引區外市民前往。市集舉辦期間，商場提供免費穿梭巴士及來往香港仔的免費渡輪服務。由於初期吸引大量駕駛者駕車前往，而區內泊位有限，令區內交通癱瘓，其後領展改以手機應用程式預約商場泊位。

## 翻新工程
領展聘請澳洲Woodhead設計公司重新設計，並斥資近2億3千萬港元翻新的赤柱廣場於2011年11月25日正式重新開幕，翻新後與四周環境融為一體，並且改為以外向式設計〈外觀改以半透明式設計，結合猶如百葉簾的暖色木材外牆，希望與赤柱周遭的自然環境相互呼應。〉，增設不少戶外餐飲雅座〈從27家增加至約45家食肆〉，以方便顧客欣賞沿岸海景。與此同時，引入不少寵物配套設施，成為首個可以讓顧客帶同寵物進入的領展商場。設施包括特別指定升降機，供顧客及其寵物使用，又會提供暫時委託寵物的設施（如牆身安裝掛鈎以繫穩寵物拉繩）和收集箱等，方便顧客到食肆進食和為寵物清理等。
商場地下至二樓部分被打造成為中心地帶，引入特色食肆、休閒生活及超級市場，商場四樓亦設有全新的觀景台，又裝置了全新設計的電梯上蓋，方便顧客在視線無阻礙下欣賞沿岸海景。旁邊的一座露天廣場亦被翻新，以及增加設玻璃天幕和300位新座，將商場大樓與赤柱海濱長廊及赤柱大街融為一體，不同團體日後亦可以租用以作表演等不同的用途。
環境保護方面，翻新工程亦包括了引入綠化天台、風力發電街燈和隔熱玻璃上蓋等節約能源設計，令它成為首座獲得香港環保建築協會頒發予最高「白金」評級的領展商場。

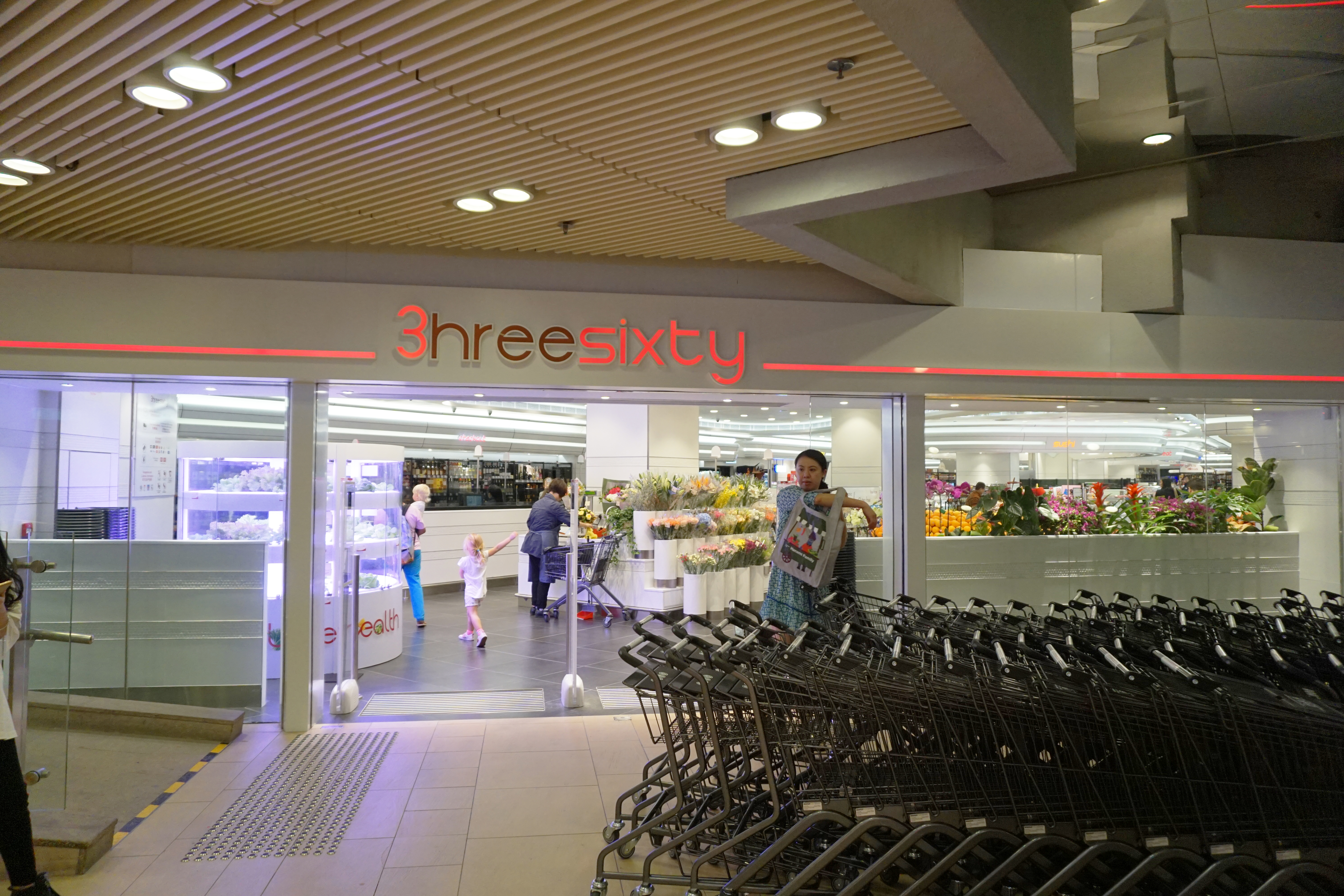
2樓超級市場3hreeSixty
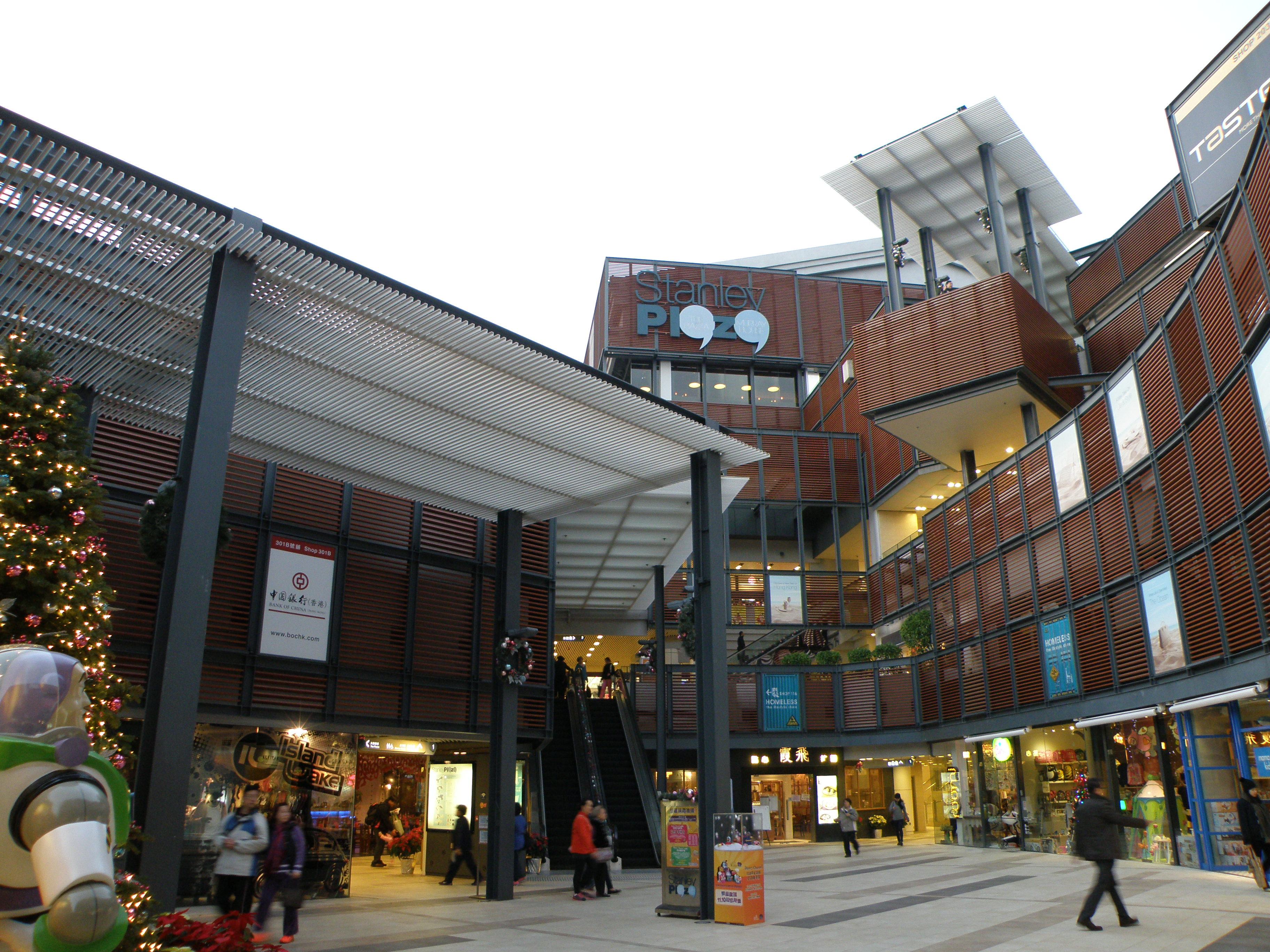
赤柱廣場1樓平台（2014年）
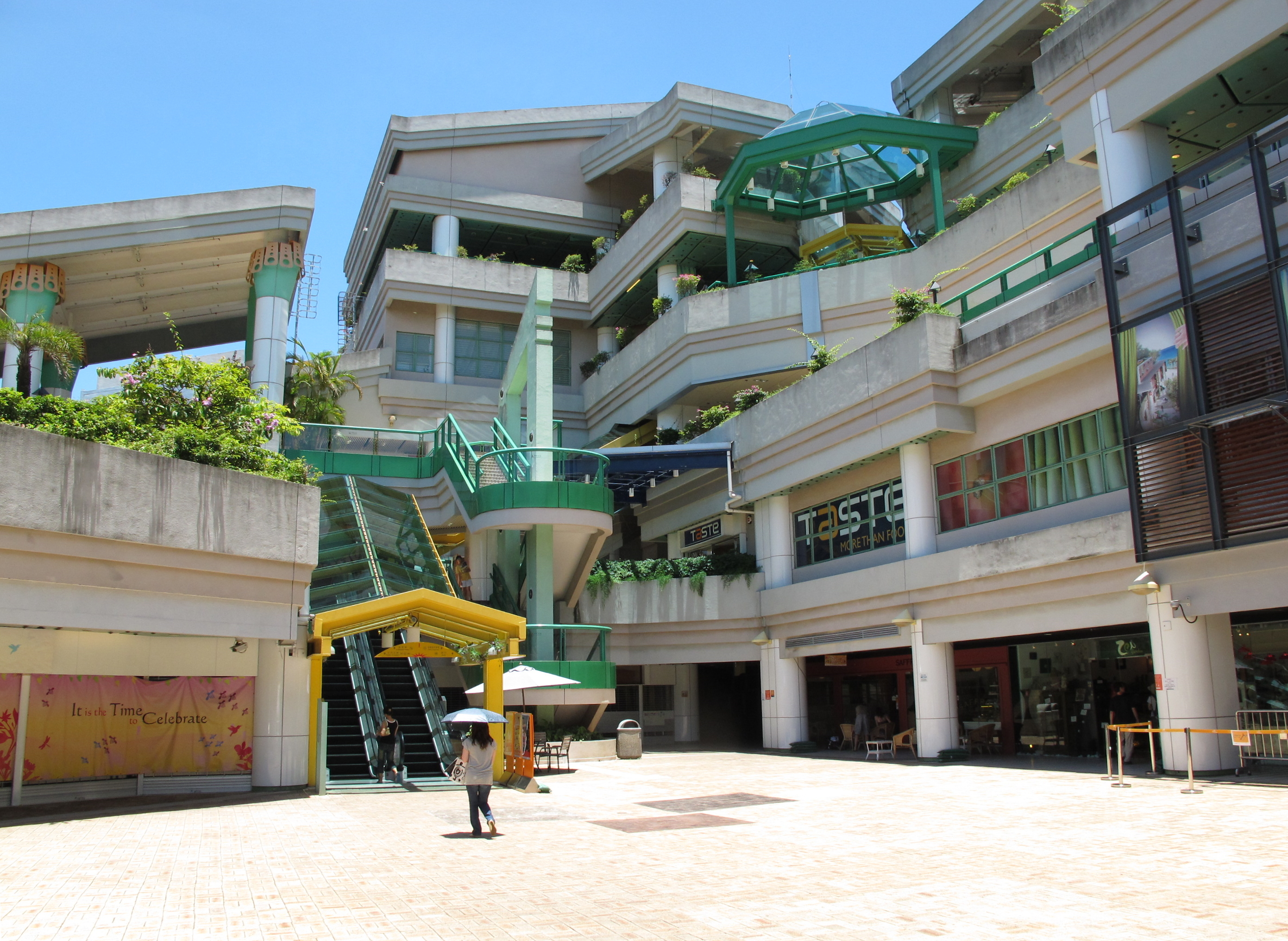
翻新前的赤柱廣場
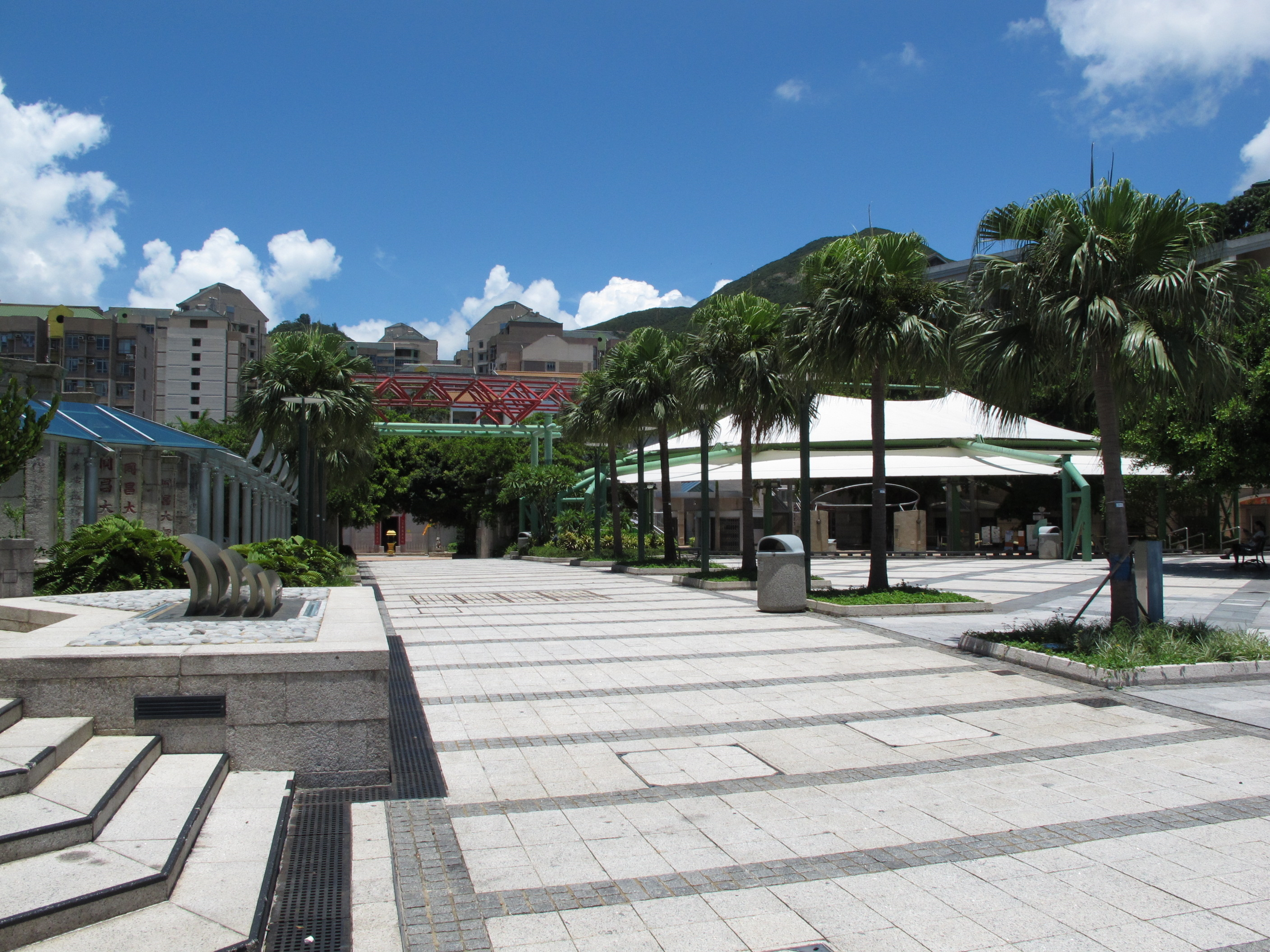
翻新前的閑情坊
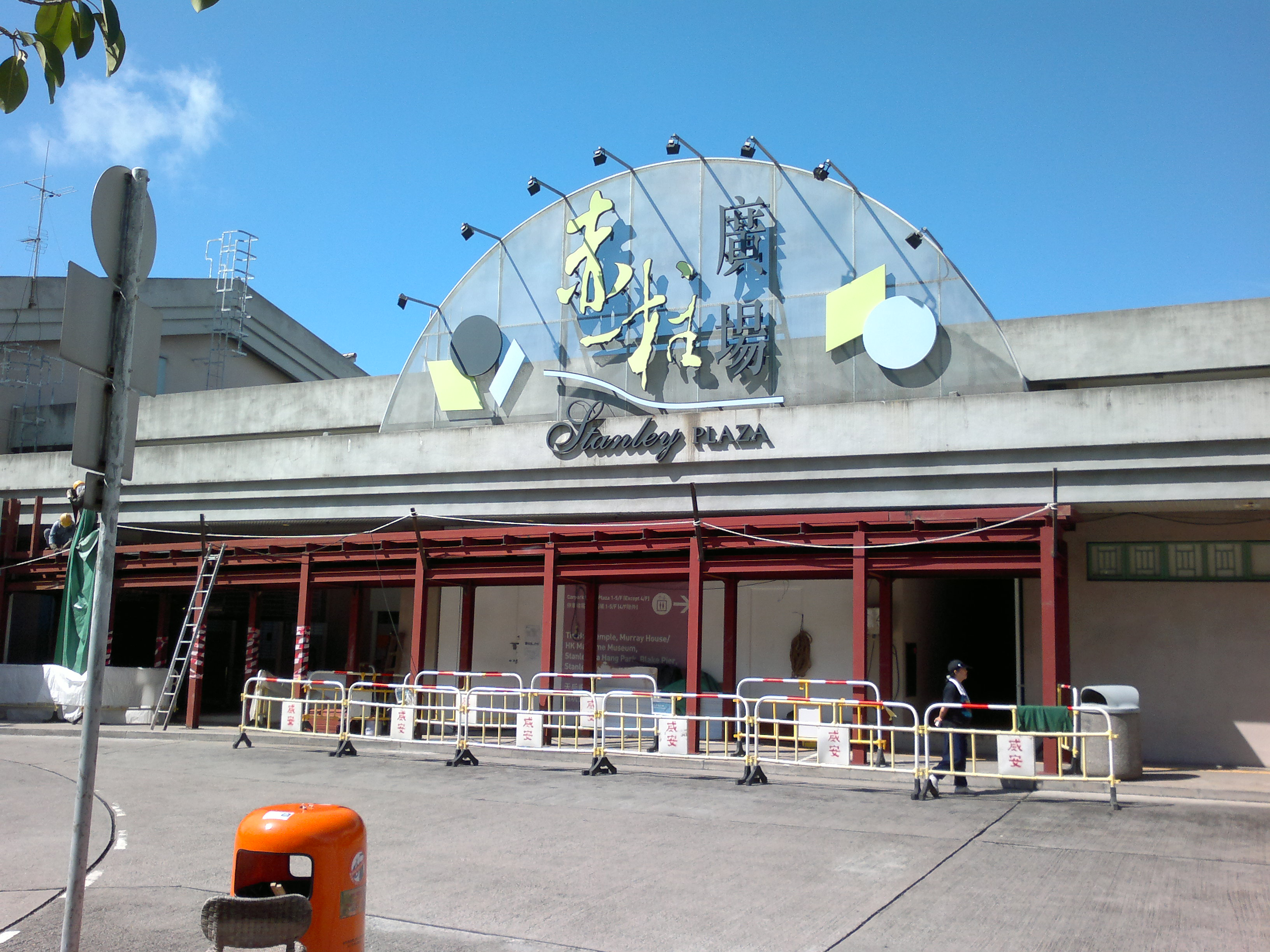
翻新前的5樓入口
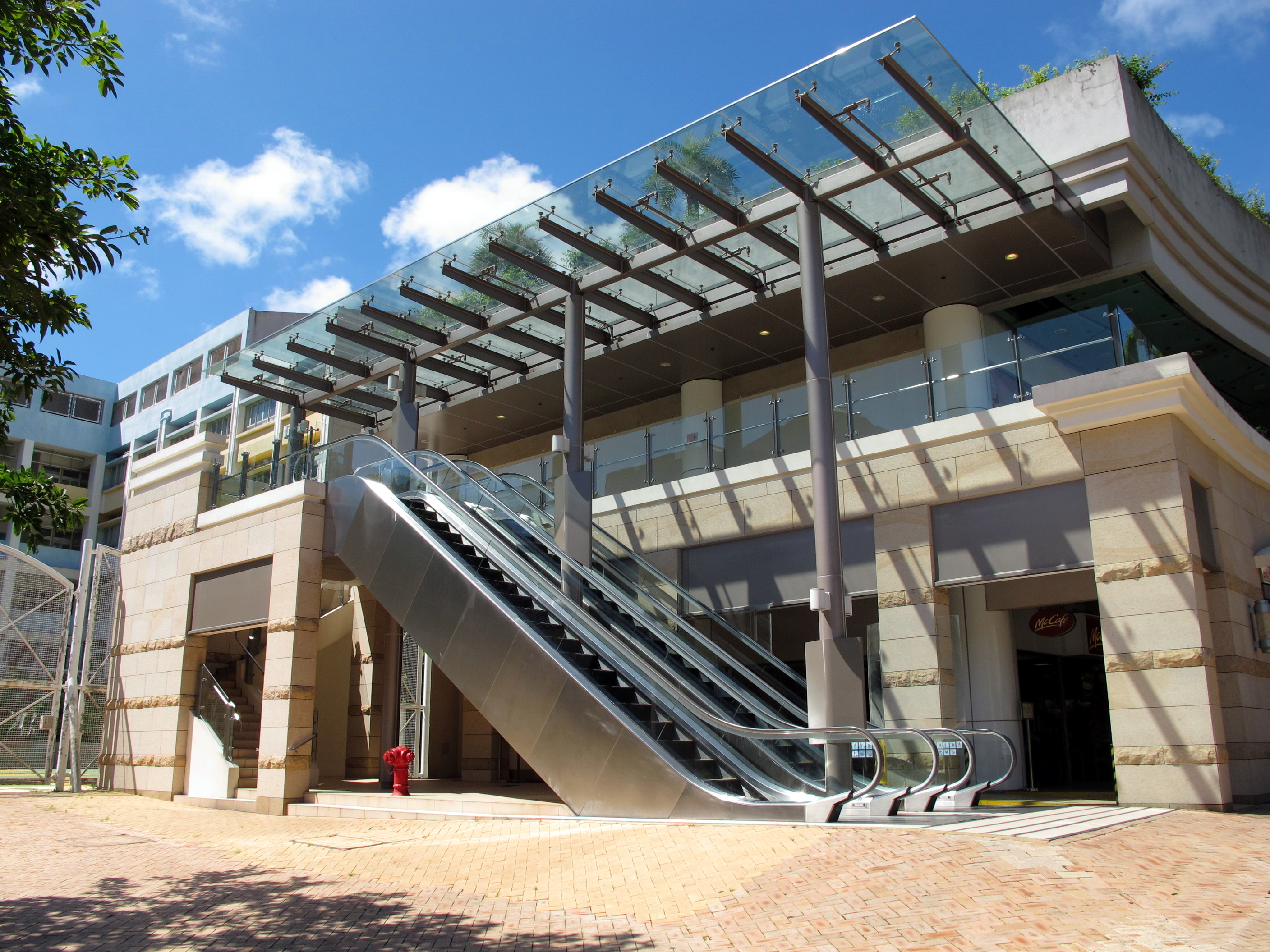
領展為商場進行改建工程，新增兩條扶手電梯，圖為翻新外牆前的外貌

## 交通
馬坑邨公共運輸交匯處設在商場頂層，有多線巴士及小巴途經。
可於港鐵香港站D出口步行至中環（交易廣場）巴士總站，搭乘6、6A、 6X、66或260號巴士，或於於尖沙咀廣東道的新港中心外，搭乘973號巴士，於赤柱廣場或赤柱村站 下車，再步行前往赤柱市集。另外，亦可於港鐵銅鑼灣站F1出口步往渣甸街，搭乘40號綠色小巴，於赤柱市集下車。

## 領展原打算出售惟隨後擱置
2022年，領展委託第一太平戴維斯出售赤柱廣場，包括戶外表演場地，以及旁邊的重建古蹟美利樓，估值14.15億港元。當時一度吸引了海外買家有意洽購，但因疫情的通關問題令潛在買家無法來港視察，領展最後叫停出售計劃。

## 爭議

### 違契擴建
2012年有報章報導，指領展懷疑未得到地政總署批准下偷步進行擴建，使到廣場商業樓面面積遠較地契列明的面積多出逾20%，估計多出的樓面市值高達6億港元。地政總署要求領展派員出席緊急會議商討解決辦法，否則不排除會收回有關土地。惟兩年多後，領展披露事件已經釐清。涉及爭議的樓面面積差異僅為1%以下，相關位置亦非出租地方，未有產生額外租金收入。有關方面將會重新入則並向政府繳交豁免費用解決事件。

### 居民多年的批評
自赤柱廣場落成後，商場店舖主要以遊客及南區高尚住宅居民為主要客源，未有顧及鄰近的馬坑邨、龍德苑的居民需要。房委會於2005年將商場售予領匯房地產信託基金後情況更為嚴重，曾有超過一半店舖空置。有區議員指出商場為了增值吸引遊客、增加生意，一直計劃裝修，並且提早於一年前不為租客續約。商場內的中國銀行亦一度發信指被迫結業，但是有300多名居民強烈反對後決定留下，但是營業時間一度改為中午至下午5時，目前服務時間為上午9時至下午5時。
商場以中高價格消費的西式餐廳和高級超市爲主，售賣商品的價格被批評「離地」，甚至接近金鐘太古廣場的價位（吃一頓午餐每人消費達200港元），嚴重脫離附近公屋、居屋基層居民經濟負擔能力。而且商場缺乏平民餐飲店，每逢假日商場的麥當勞餐廳定必人潮爆滿，居民連一個坐位也難找到，衹好無奈地搭在馬坑邨巴士總站乘車往港島北的灣仔和金鐘用餐和購物。此外，商場也沒有提供足夠民生店鋪如洗衣店、藥房便利附近屋苑居民，完全無視基層居民的存在。

## 外部連結
- 赤柱廣場官方網站 （页面存档备份，存于）
- 南區區議會香港南區遊：赤柱
- 亞洲電視節目:赤柱人家 （页面存档备份，存于）
- 赤柱洋人居民為了交通暢通令區內多層停車場工程延誤達10多年   （页面存档备份，存于）
- 晴報:赤柱海濱長廊及赤柱廣場露天廣場成為2013年香港公共空間大獎賽總冠軍
- ,   [2020-02-12], （原始内容存档于2005-11-10）
- 赤柱廣場